# Mike Schubert

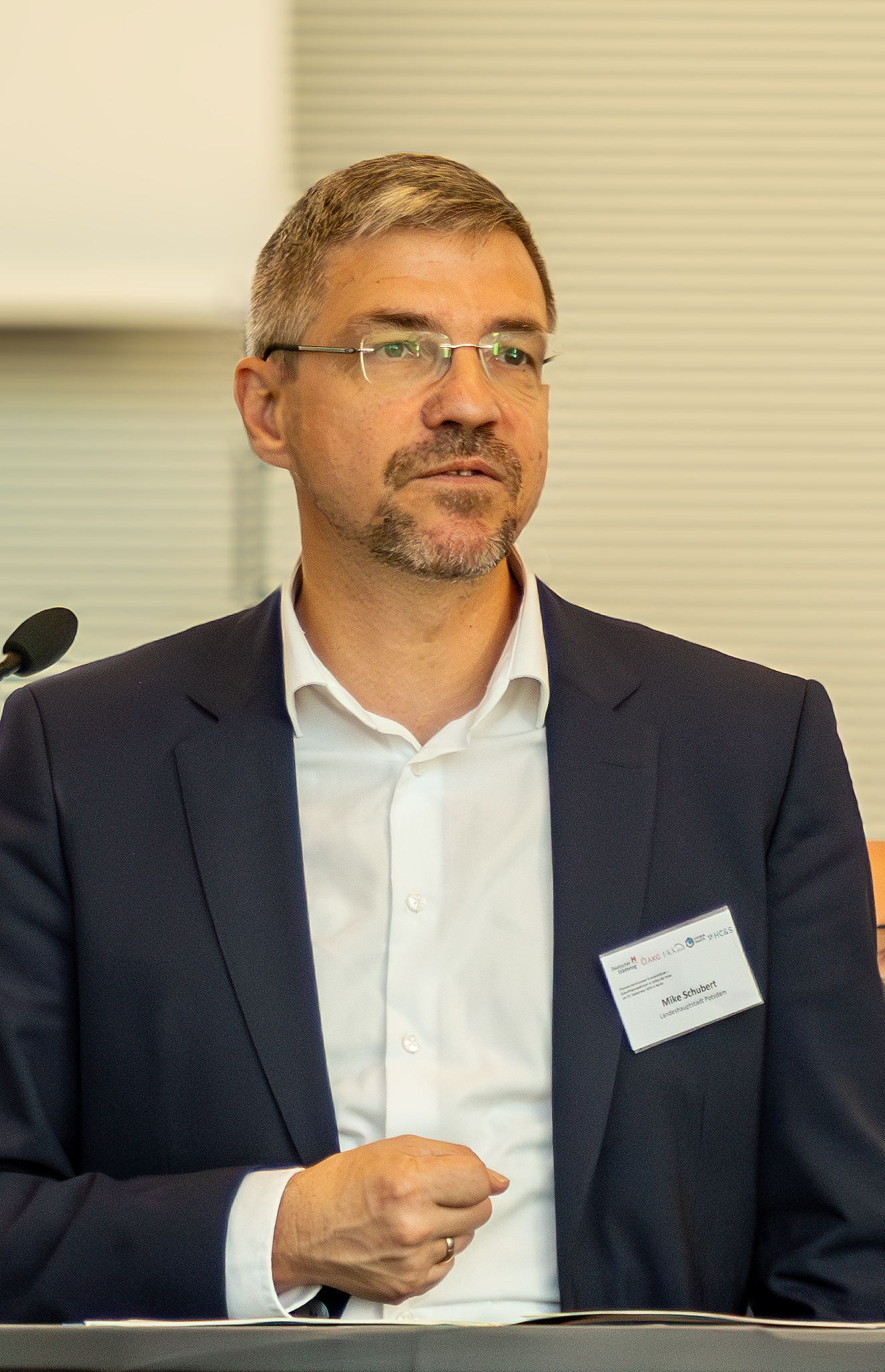
Mike Schubert (2024)

Mike Schubert (* 3. Februar 1973 in Schwedt/Oder, DDR) ist ein deutscher Kommunalpolitiker (SPD). Vom 28. November 2018 bis zum 2. Juni 2025 war er Oberbürgermeister der brandenburgischen Landeshauptstadt Potsdam. 2025 leitete die Stadtverordnetenversammlung aufgrund seiner Amtsführung und nach Vorwürfen der Vorteilsannahme gegen Schubert ein Abwahlverfahren ein, bei dem ihn die Potsdamer Bürger im Mai 2025 abwählten.

## Jugend, Ausbildung und Beruf
Schubert wurde 1973 als drittes Kind des Kanuten Manfred Schubert und dessen Frau in Schwedt/Oder geboren. Seine Eltern waren beide Leistungssportler und hatten beruflich in der Stadt zu tun. Sein Vater etwa war dort für den Aufbau eines Trainingszentrums für junge Ruderer am PCK Schwedt verantwortlich. 
Als Schuberts Vater 1975 nach Potsdam ging, um sich dort am Aufbau des Kanu-Zentrums des ASK Vorwärts zu beteiligen, verließ die Familie Schwedt im August desselben Jahres. Bald nach dem Umzug nach Potsdam wurde Schuberts Mutter schwer krank und verstarb kurz darauf. Schubert wurde nun von seinem Vater alleine aufgezogen. Später heiratete Schuberts Vater erneut und Schubert wuchs mit zwei älteren Stiefgeschwistern im Potsdamer Stadtteil Zentrum Ost auf. Er besuchte dort ab 1979 die 38. POS (heute Gesamtschule Peter Joseph Lenné). 1989 beendete er die Schule mit der mittleren Reife und begann danach eine Ausbildung zum Industrieelektroniker in Teltow. Nach der Friedlichen Revolution in der DDR sah er sich nach eigenen Angaben gezwungen, die Lehre aufgrund plötzlich wegfallender Berufsperspektiven abzubrechen. Er zog nach Berlin und begann dort bei der Hertie GmbH eine Ausbildung zum Kaufmann im Einzelhandel, die er erfolgreich abschloss.
Nach dem gescheiterten Versuch, sich als Einzelhandelskaufmann selbstständig zu machen, arbeitete Schubert ab Mai 1994 freiberuflich als Versicherungsvertreter. Im Juni 1996 wurde Schubert zum Grundwehrdienst eingezogen. Nach einer Eignungsprüfung begann er 1997 ein Studium der Volkswirtschaftslehre und der Politikwissenschaft an der Universität Potsdam, das er 2004 als Diplom-Politikwissenschaftler abschloss. Während des Studiums verpflichtete er sich für einen sechsmonatigen Einsatz bei der Bundeswehr im Kosovo als Pressesoldat und arbeitete für verschiedene Landtagsabgeordnete.
Mit Stand vom 2015 war Schubert Mitglied im Aufsichtsrat der Energie und Wasser Potsdam und auch Mitglied im Beirat der AWO Kinder- und Jugendhilfe Potsdam gGmbH.

## Politik
Im Jahr 1995 trat Schubert in die SPD ein. Von 1998 bis 2016 gehörte er für seine Partei der Stadtverordnetenversammlung in Potsdam an. In dieser Zeit war er von 2005 bis 2016 Fraktionsvorsitzender der dortigen SPD-Stadtratsfraktion. Des Weiteren war er von 2008 bis 2016 Vorsitzender des SPD-Unterbezirks Potsdam.
Von Oktober 2004 bis Oktober 2009 leitete er das Abgeordnetenbüro der brandenburgischen Landtagsabgeordneten Klara Geywitz und des damaligen Ministerpräsidenten Matthias Platzeck.
Anschließend war Schubert von 2009 bis 2016 Angestellter im Ministerium des Innern und für Kommunales des Landes Brandenburg. Als solcher leitete er von November 2009 bis März 2011 das Ministerbüro, war von April 2011 bis November 2013 Beauftragter für Zivil-Militärische Zusammenarbeit und daneben ab Dezember 2012 Referent für Katastrophenschutz und Leiter des Koordinierungszentrums Krisenmanagement. Von November 2013 bis Juni 2016 fungierte er als Referatsleiter für Brand-, Katastrophenschutz und Rettungswesen.
Ab September 2016 war Schubert Beigeordneter für Soziales, Gesundheit, Jugend und Ordnung in Potsdam.
Am 20. Januar 2018 wurde er auf der Mitgliedervollversammlung der SPD Potsdam als Kandidat für die kommende Oberbürgermeisterwahl nominiert. Der bisherige Oberbürgermeister und Schuberts Parteikollege Jann Jakobs trat nach 16 Jahren Amtszeit nicht mehr an. Bei der Oberbürgermeisterwahl am 23. September erzielte Schubert 32,2 Prozent der abgegebenen Stimmen. In der daraus resultierenden Stichwahl am 14. Oktober konnte er sich mit 55,3 Prozent der abgegebenen Stimmen gegen Martina Trauth (Die Linke) durchsetzen. Er trat sein neues Amt am 28. November 2018 an. Schubert wurde Ende 2019 vom Hauptausschuss in das Präsidium des Deutschen Städtetages gewählt.
Das im April 2024 von der Staatsanwaltschaft Potsdam eingeleitete Ermittlungsverfahren wegen des Verdachts der Vorteilsannahme und -gewährung (VIP-Tickets für Sportveranstaltungen) wurde im Dezember 2024 gegen eine Geldauflage von 34.046 Euro gemäß § 153a StPO eingestellt. Sämtliche Fraktionen im Stadtrat bis auf die SPD unterstützten im Januar 2025 einen Abwahlantrag wegen schlechter Amtsführung. Bei einem Bürgerentscheid am 25. Mai 2025 wurde Schubert mit 68,3 Prozent der abgegebenen Stimmen abgewählt. Die Wahlbeteiligung lag bei 37,2 Prozent. Das notwendige Quorum von 25 Prozent der Wahlberechtigten wurde mit 464 Stimmen mehr als notwendig knapp erreicht – rund 143.000 Menschen waren wahlberechtigt, 36.228 von ihnen (25,3 %) stimmten für die Abwahl. Er schied mit Feststellung des amtlichen Endergebnisses am 2. Juni 2025 aus dem Amt. Als kommissarischer Nachfolger ist Schuberts bisheriger Stellvertreter Burkhard Exner (SPD), der auch Kämmerer der Stadt ist, designiert. Das Kommunalwahlgesetz schreibt eine Neuwahl innerhalb von fünf Monaten vor, das heißt vor Ende Oktober 2025.

## Privates
Schubert ist verheiratet und hat einen Sohn und eine Tochter. Er wohnt im Potsdamer Ortsteil Golm.
Die DEFA suchte an Schuberts Schule häufiger Kinder für ihre Produktionen. So kam es, dass Schubert als Zweitklässler als Kinderdarsteller in der Fernsehserie Spuk im Hochhaus mitwirkte und in Folge 2 „Das zornige Sofa“ zu sehen war.